# La Florida Airport (flygplats i Colombia)
La Florida Airport är en flygplats i Colombia.   Den ligger i departementet Nariño, i den västra delen av landet, 600 km sydväst om huvudstaden Bogotá. La Florida Airport ligger 5 meter över havet. Den ligger på ön Isla del Morro.
Terrängen runt La Florida Airport är mycket platt. Havet är nära La Florida Airport åt nordost. Runt La Florida Airport är det ganska tätbefolkat, med 60 invånare per kvadratkilometer. Närmaste större samhälle är Tumaco, 7,6 km väster om La Florida Airport. I omgivningarna runt La Florida Airport växer i huvudsak städsegrön lövskog.